# Guidottiïta
La guidottiïta és un mineral de la classe dels silicats que pertany al subgrup de la serpentina. Va ser anomenada en honor de Charles V. Guidotti (1935-2005), en reconeixement de les seves múltiples contribucions a la mineralogia dels fil·losilicats.

## Característiques
La guidottiïta és un fil·losilicat de fórmula química Mn₂Fe3+(Fe3+SiO₅)(OH)₄. Cristal·litza en el sistema hexagonal. La seva duresa a l'escala de Mohs és d'entre 4 i 4,5.
Segons la classificació de Nickel-Strunz, la guidottiïta pertany a «09.ED: Fil·losilicats amb capes de caolinita, compostos per xarxes tetraèdriques i octaèdriques» juntament amb els següents minerals: dickita, caolinita, nacrita, odinita, hal·loysita, hisingerita, hal·loysita-7Å, amesita, antigorita, berthierina, brindleyita, caryopilita, crisòtil, cronstedtita, fraipontita, greenalita, kel·lyïta, lizardita, manandonita, nepouïta, pecoraïta, al·lòfana, crisocol·la, imogolita, neotocita, bismutoferrita i chapmanita.
L'exemplar que va servir per a determinar l'espècie, el que es coneix com a material tipus, es troba conservat a l'Smithsonian Institution (Washington, D.C., EUA), nmnh 174879.

## Formació i jaciments
La guidottiïta va ser descoberta a la mina N'Chwaning II, a Kuruman (Camp de manganès del Kalahari, Cap Septentrional, Sud-àfrica). Es tracta de l'únic indret on ha estat trobada aquesta espècie mineral.